# Peru (Kansas)
Peru – miasto położone w hrabstwie Chautauqua. W roku 2000 zamieszkiwane przez 183 osoby.